# Kantons- und Universitätsbibliothek Freiburg

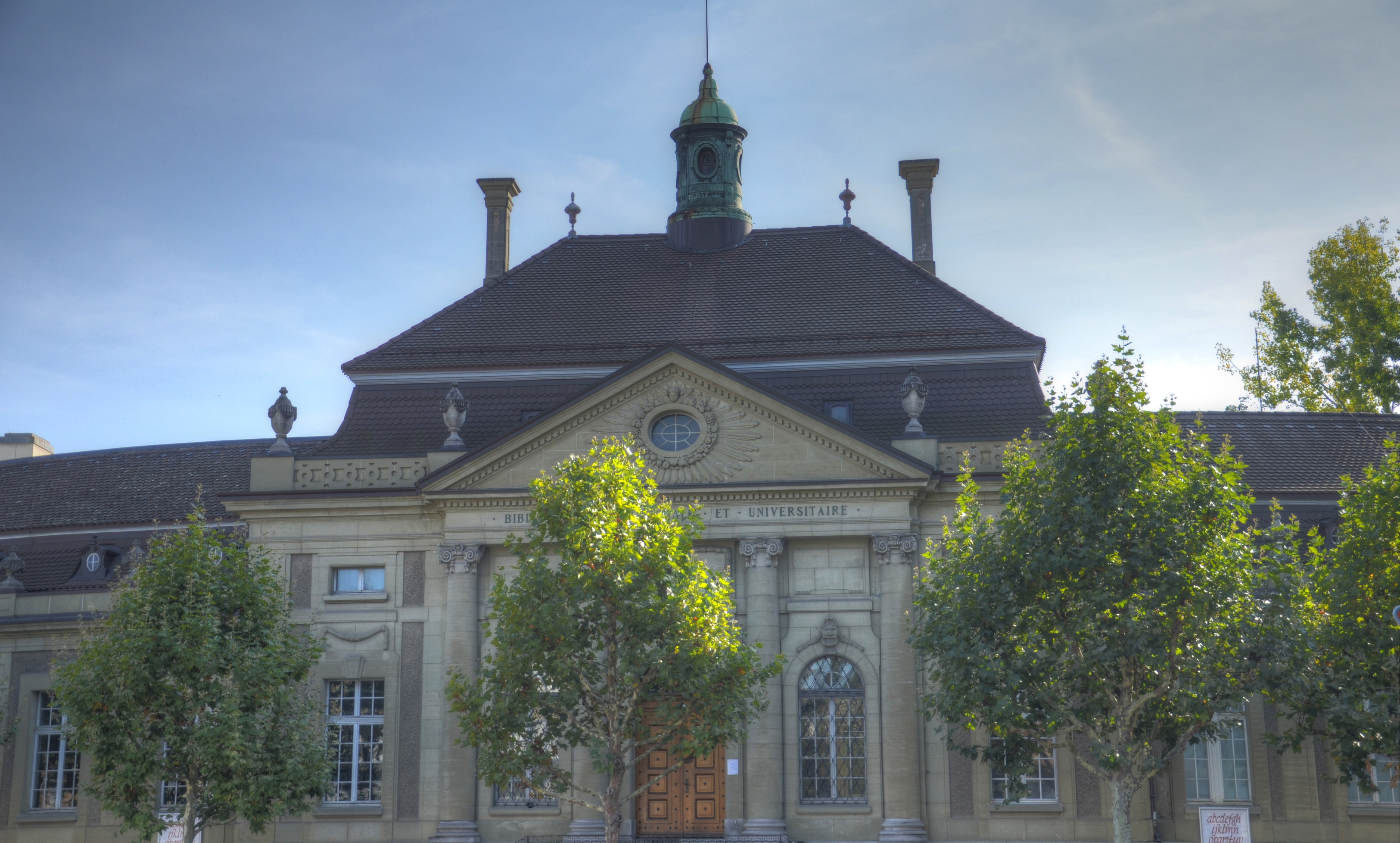
Kantons- und Universitätsbibliothek Freiburg

Die Kantons- und Universitätsbibliothek (KUB) (französisch Bibliothèque cantonale et universitaire (BCU), auch Bibliothèque cantonale et universitaire de Fribourg (BCUF)) untersteht der Direktion für Erziehung, Kultur und Sport (EKSD) des Kantons Freiburg und ist dem Amt für Kultur angegliedert. Die KUB setzt sich aus einer Zentralbibliothek sowie aus den dezentralen Bibliotheken der Universität zusammen. Alle Bibliotheken werden nach denselben bibliothekarischen Grundsätzen und Richtlinien geführt.
Ihr Auftrag ist es, zur Entfaltung des intellektuellen und kulturellen Lebens des Kantons beizutragen, sowohl für die Hochschulgemeinschaft als auch für die breite Bevölkerung. Sie ist Teil des Westschweizer Bibliotheksverbundes (RERO) und arbeitet eng mit den anderen Bibliotheken des Kantons zusammen. Seit 2020 ist sie Mitglied des Swiss Library Service Platform (SLSP) network.

## Gesetzliche Grundlage
Gemäss dem kantonalen Gesetz über die kulturellen Institutionen des Staates hat die KUB die Aufgabe:
- die zur Aus- und Allgemeinbildung sowie zur wissenschaftlichen Forschung erforderlichen Informationsträger zu erwerben, zu verzeichnen, zu erhalten und der Öffentlichkeit zugänglich zu machen
- eine für die Öffentlichkeit zugängliche Freiburger Dokumentation zu erstellen und eine zugehörige Bibliographie zu führen
- die obligatorische Abgabe von Druckerzeugnissen und Aufnahmen sicherzustellen und die Sammlungen zu erhalten
- zur Entwicklung des allgemein öffentlichen Bibliothekswesens im Kanton beizutragen

## Chronologie

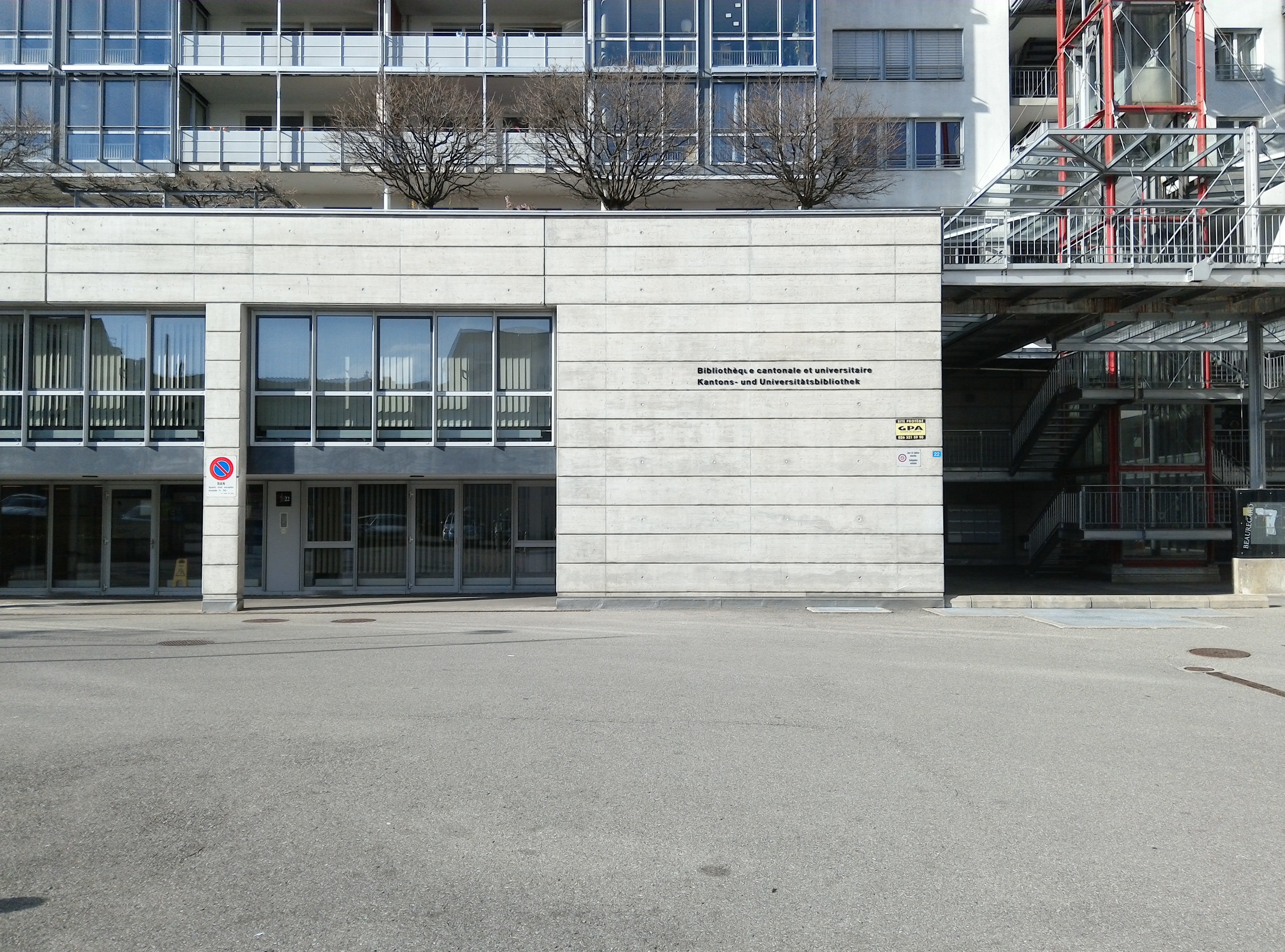
Aussenstelle in Beauregard

Die öffentliche Kantonsbibliothek wurde 1848 gegründet. Die Bestände stammten aus den Bibliotheken des Jesuitenkollegiums St. Michael und den verschiedenen aufgehobenen Orden und Klöstern wie den Zisterziensern von Altenryf. Sie wurden in der ehemaligen Bibliothek des Kollegiums St. Michael, einem 8 × 12 Meter grossen Raum, untergebracht. Der erste Direktor, Abbé Meinrad Meyer, veröffentlichte 1852 den ersten Band des gedruckten Katalogs.
Aus Raumnot gab es in den folgenden Jahrzehnten mehrmals Pläne für ein neues Bibliotheksgebäude. Die Gründung der Universität Freiburg und die Entstehung von Seminarbibliotheken verstärkte den Platzmangel. Auf der Liegenschaft Winkler neben dem Kollegium sowie hinter dem Konvikt Albertinum konnte das Gebäude nach einer Machbarkeitsstudie und dem Grundstückskauf durch den Kanton im Jahr 1905 gebaut werden. Im Stil des Neubarock planten die Berner Architekten Wilhelm Bracher und Friedrich Widmer einen Eingangskörper mit zwei Seitenflügeln sowie einen Magazinbau mit sechs Geschossen. Bauleitender Architekt war Léon Hertling.
1909 wurde die Bibliothek offiziell zur «Kantons- und Universitätsbibliothek» (KUB) und am 11. Juni 1910 fand die Einweihung des neuen Bibliotheksgebäudes an der Rue Joseph-Piller statt. Papst Pius X. schenkte der KUB ein Faksimile des Codex Barberianus von Giuliano da Sangallo.
1941 wurde der universitäre Gebäudekomplex Miséricorde eingeweiht, in dem mehrere Seminarbibliotheken eingerichtet wurden. Das KUB-Gebäude wurde aufgrund des Wachstums der Universität zu klein. Sie wurde 1970 bis 1975 nach Plänen des Basler Architekten Otto Senn mit einem zeitgenössischen Ensemble erweitert. Die Fassade des Ostflügels wurde beibehalten, der Westflügel wurde zu einem Katalogsaal mit angeschlossener Mediathek und hinter dem Magazinbau entstand ein neuer Studiensaal. Die Magazine im Untergeschoss wurden vergrössert und die Ausleihe mit einem Förderband automatisiert. Die Erweiterung wurde am 13. Mai 1976 eingeweiht.
Aus 20 Seminarbibliotheken wurde 1977 die Interfakultäre Bibliothek für Geschichte und Theologie (BHT). 1984 begann die Informatisierung der Dienstleistungen der KUB und der Anschluss an den Verbund der Westschweizer und Tessiner Bibliotheken (RERO). 1989 erfolgte die Integration des Freiburger Medienzentrums in die KUB. Der erste Band der laufenden Freiburger Bibliographie wurde 1990 veröffentlicht, die Internetseite der KUB 1995 aufgeschaltet.
2002 zog ein Teil der Bestände der KUB-Zentrale in die neue Aussenstelle Beauregard. Laut einem 2001 vom Grossen Rat verabschiedeten Konzept sollte die Zentrale an der Rue St-Michel 4 und 6 zudem mit einem Neubau für Freihandbereich und Benutzerarbeitsplätzen erweitert sowie die bestehenden Räumlichkeiten umgebaut werden.
Am 9. Dezember 2020 wechselte die KUB vom Westschweizer und Tessiner Bibliotheksverbund RERO ins Netzwerk der Swiss Library Service Platform SLSP. Damit sind für die registrierten Benutzer die Benutzerkonten, Suchportale, Leihfristen und Gebühren von 470 wissenschaftlichen Bibliotheken in der Schweiz harmonisiert.

## Bestand
Die KUB beherbergt und stellt ungefähr 3,8 Millionen Dokumente und 740 000 elektronische Dokumente zur Verfügung, darunter:
- 663'027 E-Books (über mehrere Plattformen)
- 77'856 elektronische Zeitschriften
- 218 Datenbanken
- 2300 Handschriften (darunter 185 vor 1500)
- 620 Inkunabeln
- 138 Nachlässe